# Gerry Malone
Peter Gerald "Gerry" Malone (* 21. Juli 1950 in Glasgow) ist ein schottischer Politiker der Conservative Party. Er gehörte von 1983 bis 1987 und zwischen 1992 und 1997 dem House of Commons an.

## Familie, Ausbildung und beruflicher Werdegang
Geboren in Glasgow erhielt Malone seine Schulbildung am dortigen St Aloysius’ College. Hieran schloss sich ein Studium an der University of Glasgow an. Nach seinem Rückzug aus der Politik war er 1998 als Herausgeber der Wochenzeitung The European tätig, die zum Ende des Jahres jedoch eingestellt wurde. 1999 wechselte Malone als Vorstandsvorsitzender zum Pharmakonzern Regent GM, dem größten Hersteller von Generika im Vereinigten Königreich. Später übernahm er den Vorstandsvorsitz von Ultrasis, einer Firma, die sich auf die Entwicklung von Produkten auf dem Gebiet der kognitiven Verhaltenstherapie spezialisiert hat. Malone ist verheiratet.

## Politische Karriere
Seine politische Karriere begann Malone im Februar 1974 bei den Britischen Unterhauswahlen. Er trat im Wahlkreis Glasgow Provan an, erreichte aber hinter den Kandidaten der Labour Party und der Scottish National Party mit 16,8 % nur Rang drei. Bei den Wahlen 1979 unterlag Malone im Wahlkreis Roxburgh, Selkirk and Peebles erneut, diesmal gegen den Kandidaten der Liberal Party David Steel. Vier Jahre später trat er zunächst bei Nachwahlen im Wahlkreis Glasgow Hillhead an, unterlag aber gegen den Kandidaten der Social Democratic Party, Roy Jenkins. Für die im selben Jahr stattfindenden Unterhauswahlen nominierte ihn seine Partei als Nachfolger von Iain Sproat als Kandidat für den Wahlkreis Aberdeen South. Hier gelang es ihm, mit 15.393 Stimmen oder 38,9 %, den Wahlkampf für sich zu entscheiden. Am Ende der Legislaturperiode, in der er von 1986 bis 1987 den Posten des Whip innehatte, verlor Malone seinen Sitz an Frank Doran. Zu den britischen Unterhauswahlen 1992 kehrte er indes in die Politik zurück und trat in dem als für die Conservative Party sicher geltenden Wahlkreis Winchester an. Er gewann den Sitz mit einem Vorsprung von 12,3 % vor dem Kandidaten der Liberal Democrats. In der folgenden Legislaturperiode bekleidete Malone ab 1994 das Amt eines Staatsministers unter Gesundheitsministerin Virginia Bottomley. Bei den Wahlen 1997 erhielt Malone unfreiwillig hohe Medienpräsenz. Am 1. Mai 1997 unterlag er überraschend mit einer Differenz von nur zwei Stimmen gegen den Kandidaten der Liberal Democrats Mark Oaten. Hiergegen strengte er ein Wahlprüfungsverfahren vor dem High Court of Justice an. Das Gericht kam am 6. Oktober 1997 zum Ergebnis, dass 55 gültige Stimmzettel fälschlicherweise nicht berücksichtigt worden waren, wobei 22 auf Malone und 18 auf Oaten ausfielen, sodass Malone die Wahl eigentlich mit zwei Stimmen Vorsprung hätte gewinnen müssen. Die Richter ordneten deswegen eine Nachwahl an. Diese fand am 20. November 1997 statt. Malone unterlag dabei mit einer Differenz von 21.556 Stimmen deutlich.